# Headley (Surrey)
Headley – wieś w Anglii, w hrabstwie Surrey, w dystrykcie Mole Valley. Leży 28 km na południe od centrum Londynu. Miejscowość liczy 673 mieszkańców.